# 인마샛
인마샛(Inmarsat)은 영국의 위성통신 회사이다. 11개의 정지궤도 통신위성과 휴대용 단말기를 이용한 음성 및 데이터 통신 서비스를 제공한다. 런던 증권거래소에 상장되었으며, 2011년 12월, FTSE 250 종목에 포함되었다.

## 같이 보기
- 위성 전화
- 글로벌스타
- 인터스푸트니크
- 이리듐 커뮤니케이션스
- 무선 전화
- WGS 위성